# Glypta columbiana
Glypta columbiana är en stekelart som beskrevs av Dasch 1988. Glypta columbiana ingår i släktet Glypta och familjen brokparasitsteklar. Inga underarter finns listade i Catalogue of Life.